# Stazione di Gatteo a Mare
Stazione di Gatteo a Mare vasútállomás Olaszországban, Gatteo településen.

## Vasútvonalak
Az állomást az alábbi vasútvonalak érintik:
- Ferrara–Rimini-vasútvonal

## Kapcsolódó állomások
A vasútállomáshoz az alábbi állomások vannak a legközelebb:
- Stazione di Cesenatico
- Stazione di Bellaria